# Tyloperla planistyla
Tyloperla planistyla är en bäcksländeart som först beskrevs av Wu, C.F. 1973.  Tyloperla planistyla ingår i släktet Tyloperla och familjen jättebäcksländor. Inga underarter finns listade i Catalogue of Life.